# رانومافانا (ایفانادیانا)
رانومافانا (به لاتین: Ranomafana) یک منطقهٔ مسکونی در ماداگاسکار است که در ایفانادیانا واقع شده‌است. رانومافانا ۲۴۵ کیلومتر مربع مساحت و ۹٬۷۰۵ نفر جمعیت دارد و ۸۷۶ متر بالاتر از سطح دریا واقع شده‌است.